# Леонов Іван Федорович
Іван Федорович Леонов (рос. Ива́н Фёдорович Лео́нов; 1809—1854) — професор Віленської медико-хірургічної академії, член Віленського медичного та інших вчених товариств.

## Біографія
У 1820 році був зарахований на службу артилерійським юнгою, в 1822 році звільнений від служби. Вступивши в 1824 році до Харківської гімназії, закінчив її наступного року і почав навчання на відділенні лікарських та медичних наук Харківського університету.
Закінчив університет в 1830 році зі ступенем лікаря 1-го відділення і наступного року був відряджений до Кременчука для боротьби з холерою, що там лютувала. Його праця була відзначена перснем із діамантами і він був залишений при Харківському університеті викладачем анатомії. У 1834 році був затверджений ад'юнктом; у 1836 році удостоєний звання медико-хірурга і обраний секретарем ради медичного факультету. У 1837 році замість нього лекції став читати прибулий з Санкт-Петербурга екстраординарний професор П. А. Наранович, в допомогу якому був призначений прозектор І. Ф. Леонов. У цьому ж році Леонов був удостоєний ступеня доктора медицини та хірургії і затверджений у званні Інспектора лікарської управи.
У 1839 році був призначений ад'юнктом Віленської медико-хірургічної академії, а вже в наступному році затверджений у званні екстраординарного професора академії по кафедрі патологічної анатомії.
Після закриття Віленської академії І. Ф. Леонов був визначений ординарним професором кафедри патологічної анатомії в Київський університет, де викладав до 1853 року, коли через хворобу був звільнений від служби.
Помер у Києві 13 (25) січня 1854 року.

## Праці
Іван Федорович Леонов надрукував декілька статей із анатомії та судової медицини:
- «Specimen inaug. medico-chirurgica de cordis arteriarumque anevrysmatibus in genere etc. Charcoviae», 1838 рік
- «О развитии судебной медицины отечественной и отношении её к русскому законодательству»
- «О самоубийстве»[1]
- «Простонародные малорусские лекарства»[2]